# Залесе (Шамотульський повіт)
Залесе (пол. Zalesie) — село в Польщі, у гміні Душники Шамотульського повіту Великопольського воєводства.
У 1975-1998 роках село належало до Познанського воєводства.